# المصرف الخليجي التجاري
المصرف الخليجي التجاري هو مصرف إسلامي يقع مقره في مملكة البحرين ويعمل بموجب ترخيص مصرفي إسلامي ممنوح له من قبل مصرف البحرين المركزي. وهو شركة مساهمة بحرينية عامة مدرجة في سوق البحرين للأوراق المالية. يقدم المصرف لعملائه مجموعة من المنتجات المصرفية والاستثمارية والخدمات للأفراد من أصحاب الثروات والشركات والمؤسسات المالية. وتشمل هذه الخدمات المصرفية التجارية والشركات وإدارة الثروات والمنتجات الاستثمارية المهيكلة وتسهيلات تمويل المشاريع.
يقدم المصرف خدماته للأفراد من أصحاب الثروات والشركات والمؤسسات المالية. بالإضافة إلى ذلك يقدم البنك نشاط التمويل لمطوري العقارات وملاك الأراضي والمستثمرين العقاريين.

## الخلفية
أنشئت في نوفمبر 2004 باسم بنك بيت التمويل الخليجي التجاري برأس مال مدفوع قدره 30 مليون دينار بحريني والمصرف الخليجي التجاري هو بنك إسلامي خاص متخصصة ومقره في مملكة البحرين ويعمل بموجب ترخيص الخدمات المصرفية التجارية الممنوحة من قبل مصرف البحرين المركزي. كشركة تابعة ومملوكة بالكامل لبيت التمويل الخليجي فإن المصرف الخليجي التجاري يقدم خدماته للأفراد من أصحاب الثروات والمؤسسات المالية في البحرين. وبالإضافة إلى ذلك فإنه يوفر التمويل لمطوري العقارات وملاك الأراضي والمستثمرين العقاريين في منطقة الشرق الأوسط.

## المنتجات والخدمات
يقدم البنك ثلاث منتجات رئيسية:
- الاستثمارات غير المقيدة: وهي الاستثمارات قصيرة الأجل من آجال مختلفة وتهدف إلى جذب الأموال قصيرة الأجل في حين تقدم عائدات أعلى.
- استثمارات مقيدة: وهي صناديق الاستثمار العقارية كأصل أساسي. وسيتم تنظيم صناديق مختلفة مع اختلاف المحافظ العقارية.
- منتجات التمويل: تضم هذه المرابحة والإجارة التمويلية للعقارات التجارية والسكنية.

بالإضافة إلى ذلك يركز البنك على أنشطة التمويل في القطاع العقاري سواء في البحرين أو في جميع أنحاء المنطقة وتشمل تمويل المنتجات والخدمات الرئيسية العروض:
- مطور تمويل الجسر: عادة ما يصل إلى مدة 24 أشهر.
- تمويل العقارات التجارية: عادة ما يصل إلى مدة 7 سنوات.
- تمويل العقارات السكنية: البنك يساعد الأفراد في تمويل العقارات السكنية. عادة ترتبط هذه الخصائص مع صناديق الاستثمار التي تديرها مجموعة بيت التمويل الخليجي.
- الخدمات الاستشارية: يقدم فريق ممتلكات البنك مجموعة من الخدمات الاستشارية لمساعدة العملاء في مجال التطوير العقاري. وتشمل هذه المشاريع صياغة المفاهيم وهيكلة وترتيب الصفقات المالية.

## المشاريع
- مرفأ البحرين المالي

من خلال صكوك المرفأ المالي البالغة قيمتها 134 مليون دولار أمريكي فإن المصرف الخليجي التجاري دعم مرحلة البناء الأولى من 1.3 مليار دولار أمريكي وهو أحد أهم المشاريع التي قام بها بيت التمويل الخليجي. تصور كمدينة تاريخية مالية فإن مرفأ البحرين المالي هو تطوير أولي من نوعه في الشرق الأوسط ويغطي مساحة تزيد على مليوني قدم مربع مستصلح من البحر. مرفأ البحرين المالي يضم عدة طرود تنموية قيد الإنشاء حاليا كونها المركز المالي في قلب التنمية. تطوير وجذب الاستثمار الأجنبي المباشر إلى البحرين ويعزز مكانة الدولة باعتبارها العاصمة المالية لمنطقة الشرق الأوسط.
- تلال المها

هذا المشروع الكبير من المصرف الخليجي التجاري هو مجتمع سكني خاص تبلغ قيمته 750 مليون دولار أمريكي وهو مشروع العرين التطويري في مملكة البحرين. يغطي مساحة قدرها 140,000 متر مربع ويشمل هذا التطوير الفيلات الفاخرة ويقع وسط محيطه الطبيعي. حتى الآن باع البنك بنجاح أكثر من 70% من فلل تلال المها.
- الجامعة الملكية للبنات

الجامعة الملكية للبنات هي الأولى التي بنيت لهذا الغرض وهي الجامعة الدولية الخاصة في الخليج المخصصة فقط لتعليم النساء. في عام 2005 دخل المصرف الخليجي التجاري في شراكة إستراتيجية مع مصرف الإمارات الإسلامي وأملاك للتمويل والمؤسسة الإسلامية لتنمية القطاع الخاص لتوفير التمويل للمشاركة في بناء حرم الجامعة.
- المدن الملكية

عين المصرف الممول الرئيسي بقيمة مليار دولار أمريكي وهو مشروع المدن الملكية في المملكة الأردنية الهاشمية. يجري تطوير المشروع على مراحل بدءا من بوابة الأردن والقرية الملكية في مدينة عمان تليها منتجع وسبا رويال على شواطئ البحر الميت. وقع المصرف الخليجي التجاري مذكرة تفاهم مع جوردإنفست أحد المؤسسات المالية الرائدة في الأردن للمساعدة في ترتيب وهيكلة تمويل المشاريع.

## حساب الوافر
في 11 يوليو 2009 أعلن المصرف الخليجي التجاري عن إطلاق حساب الوافر وهو يعتبر أحدث منتجاته المصرفية التجارية المعروضة في السوق. الوافر هو حساب مضاربة متوافق مع الشريعة تقدم للمشاركين مجموع جوائز نقدية بقيمة مليون دولار أمريكي في كل عام. سيقوم المشاركون بالحصول على نقطة واحدة مقابل كل 50 دينار بحريني في حساباتهم عن السحب مع حد أدنى يبلغ 100 دينار بحريني.